# Xanthophyllum discolor
Xanthophyllum discolor är en jungfrulinsväxtart. Xanthophyllum discolor ingår i släktet Xanthophyllum och familjen jungfrulinsväxter.

## Underarter
Arten delas in i följande underarter:
- X. d. discolor
- X. d. macranthum